# Amatunte
Amatunte (em grego antigo,
Αμαθούς, ou,
Αμαθούντα; e em latim,
Amatus) foi uma das cidades mais antigas do Chipre. Localizada na costa sul, em frente a Agios Tychonas, a oeste de Lárnaca e a leste de Limassol. O culto a
Afrodite foi o segundo mais importante, depois do de Pafos. As ruínas de Amatunte não estão tão bem preservadas como as ruínas da cidade vizinha de Cúrio.

## Pré-história e Antiguidade

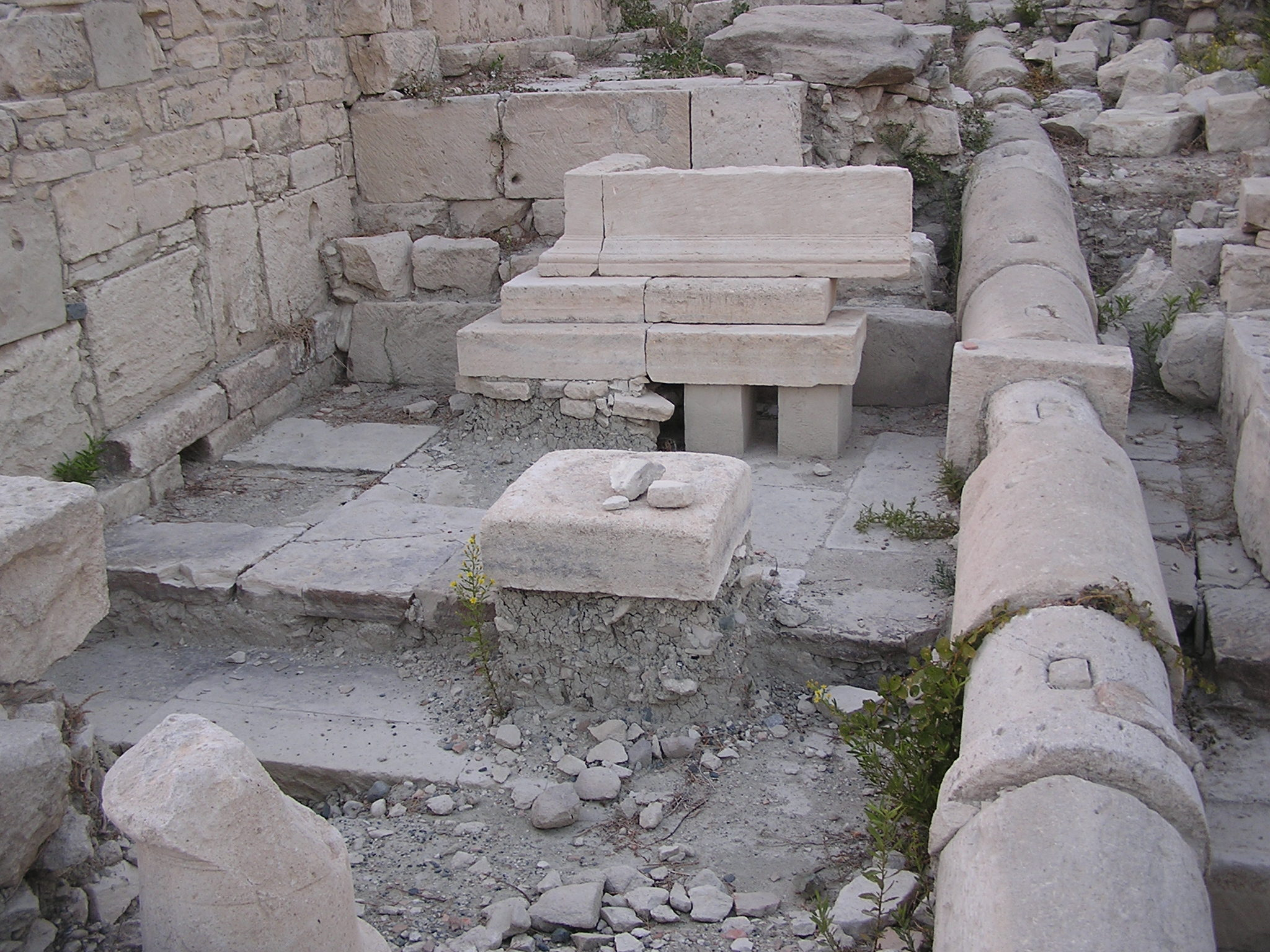
Ruínas

A pré-história de Amatunte é uma mistura de mitos e arqueologia. Não havia nenhum centro urbano na Idade do Bronze, e a arqueologia descobriu que a atividade humana iniciou-se na região durante a Idade do Ferro, c. 1100 a.C.
Na antiguidade, os amatuntios, ou mesmo pelasgos, eram considerados autóctones. A cidade foi construída sobre falésias, e tinha um porto natural. Vários enterros e cerâmicas eubeianas do século XX a.C. foram encontrados. Durante o período pós-fenício do século VIII a.C., um palácio foi erigido e um porto foi construído, onde os navios comercializavam com a Grécia Continental e o Oriente Próximo. Um tofete foi encontrado do início da Idade do Ferro. Na parte mais alta das falésias, os gregos construíram um
templo que se tornou um local de peregrinação para os devotos da deusa Afrodite, em sua invocação de
Afrodite Amatusia com um homem barbudo chamado Afrodito.

## Antiguidade tardia e Idade Média
No século IV, Amatunte foi a sede de um bispado cristão e continuou com seu florescimento até o
período bizantino. No final do século VI, Ayios Ioannis Eleimonas (São João Esmoler), protetor dos Cavaleiros da Ordem de Malta, nasceu em Amatunte. No início da primeira metade do século VII, Anastácio Sinaíta, o prolífico escritor monge do Mosteiro Ortodoxo de Santa Catarina, nasceu em Amatunte. Acredita-se que ele tenha deixado o Chipre após a conquista árabe da ilha em 649, que foi estabelecida na Terra Santa, tornando-se um monge no Sinai.